# Саванна Семсон
Наталі Оліверос (англ. Natalie Oliveros, нар. 14 жовтня 1967), відома як Саванна Семсон (англ. Savanah Samson) — американська порноакторка, порнопродюсерка, виноробка, співачка, радіоведуча, політична кореспондентка та ВІЛ-СНІД активістка. Власниця порностудії Savanna Samson Productions, засновниця компанії Savanna Samson Wines. Веде розділи секс-порад на сайтах і в журналах, має контракт із звукозаписною компанією E1 Music. Також брала участь у безлічі телешоу, таких як Saturday Night Live, The Daily Show та «Студія 30». 

## Біографія

### Ранні роки
Наталі Оліверос народилася 14 жовтня 1967 року в Рочестері, штат Нью-Йорк, США. Виросла в католицькій родині в місті Вотертаун (штат Нью-Йорк), де була однією з 5 дочок. Дитиною вона часто допомагала своїй родині робити вино в підвалі власного будинку.У віці 6 років вона почала танцювати, в 17 переїхала в Нью-Йорк, щоб почати кар'єру балерини. Однак незабаром полишила сферу. 
За рекомендацією сестри, яка працювала в стрип-барі Scores на Мангеттені, влаштувалася туди танцюристкою. Планувала виступати під справжнім ім'ям, проте там вже була стриптизерка Наталі, тому Оліверос взяла псевдонім Саванна на честь персонажа з фільму «Повелитель припливів». 

### Порноіндустрія
Потрапила в порноіндустрію 2000 року, коли їй було 33. Її чоловік Деніел запропонував їй знятися в порнофільмі, і вони написали лист італійському порнорежисерові Рокко Сіффреді. Через три місяці вона запрошена до Парижа на зйомки. Вважаючи, що поїде в Європу, здійснить свою фантазію і ніхто з її знайомих ніколи не дізнається про це, вона знялася в порнофільмі Rocco Meats An American Angel In Paris. Однак він одержав номінацію «Кращий зарубіжний реліз» на премію AVN Awards. Саванну запросили взяти участь у шоу The Howard Stern Show і Entertainment Tonight і про це дізналася родина. 2006 року вона розповіла: «Батьки були шоковані». Вона продовжила зніматися. У листопаді 2000 року виконала невелику роль в епізоді Better Days серіалу Ed.
У квітні 2002 року Семсон підписала багаторічний ексклюзивний контракт з найбільшою порностудією — Vivid Entertainment. Почавши зніматися для Vivid, дізналася про порноакторку Саванну, що своїла самогубство, тому додала прізвище Семсон (на честь біблійного персонажа). Продовжувала жити в Нью-Йорку і літала на зйомки до Каліфорнії. 2003 року стала однією з трьох дівчат Vivid, чиї біографії та фото розмістив журнал Vanity Fair у рамках щорічного огляду шоу-бізнесу. Також була однією з дівчат Vivid, що написали текст книги How to Have a XXX Sex Life: The Ultimate Vivid Guide, яку опублікувало 20 липня 2004 року видавництво ReganBooks. Семсон взяла участь у просуванні книги, виступивши в шоу The o'reilly Factor і The Howard Stern Show. У травні 2004 приєдналася до кількох інших порноакторок, ставши ведучою одного з розділів на сайті AVNInsider.com.
У 2005 році разом з Теа Відале стала ведучою церемонії нагородження AVN Awards. У лютому 2005 року Семсон стала співведучою щотижневого музичного та ток-шоу на радіо Electric Eye Radio. На церемонії AVN Awards 2006 року вона сказала: «Більша частина моєї родини соромиться того, чим я займаюся».
На початку 2005 року Семсон оголосила, що засновує власну порностудію — Savanna Samson Productions, яка випускатиме один фільм на рік. Ексклюзивним дистриб'ютором продукції студії стала компанія Vivid. У 2006 році в статті газети The New York Times було опубліковано, що Семсон заробляє від 20 000 до 100 000 доларів за один фільм в залежності від продажів. Вона також продовжила контракт з Vivid до 2011 року. Семсон продовжила з'являтись у різноманітних телешоу, таких як The Tyra Banks Show, The Dr. Keith Ablow Show, Secret Lives of Women та Saturday Night Live. 2006 року виконала камео в гей-порно La Dolce Vita, за яку на церемонії GayVN Award 2007 року одержала нагороду в номінації «Найкраще виконання, не пов'язане з сексом». Це нагородження пізніше показано в серії Prison + Porn = Fun for Everyone реаліті-шоу Kathy Griffin: My Life on the D-List. Кеті Гріффін сказала: «Як багато людей можуть сказати: „Я знімалася в гей-порно, але не займалася сексом. Я всього лише грала роль“?». 
У червні 2007 року студія Savanna Samson Productions випустила перший фільм Any Way You Want Me — інтерактивне відео, режисеркою і акторкою в якому виступила Семсон. Того ж року вона вперше знялася з темношкірим партнером у фільмі Savanna's Been Blackmaled. Попри те, що багато порноакторок казали, що це зруйнує її кар'єру, вона наполягла на зйомках у міжрасовому порно. Семсон знялася в сиквелі фільму 1978 року Debbie Does Dallas — Debbie Does Dallas ... Again, а також відео про те, як знімався цей фільм, який було показано на каналі Showtime.
У 2011 році закінчився її контракт зі студією Vivid і її останнім фільмом став Savanna Samson Is the Masseuse. Вона закінчила зніматися, знявшись а останньому порнофільмі з Рокко Сіффреді, з яким починала в порноіндустрії. Станом на січень 2013, Семсон знялась у понад 100 порнофільмах, включаючи компіляції. 
Під її ім'ям випускаються сексуальні іграшки як для чоловіків, так і для жінок. Семсон також знімалася для журналів Vanity Fair, Penthouse, Leg Show, Steppin' Out, італійського Maxim та багатьох інших.

### Співачка
На початку 2007 року Семсон підписала контракт зі звукозаписною компанією Koch Records (зараз E1 Music), яка запропонувала їй роботу, почувши її спів на радіо. 3 травня 2007 року вона з'явилася як гостя на радіо WNYC, де взяла участь в обговоренні радіосеріалу станції The Tristan Mysteries, поставленого за оперою Ріхарда Вагнера «Трістан та Ізольда». Як велика шанувальниця Вагнера, Семсон сказала: «Думаю, що я в унікальному становищі, щоб обговорювати емоційні аспекти персонажів „Трістана та Ізольди“ і опери в цілому». 
У вересні 2008 року вийшов її дебютний альбом Possession, який вона представила на шоу Exxxotica в Нью-Йорку. Заголовний сингл альбому Семсон написала під час розриву з чоловіком. Коментуючи пісню, вона сказала: «Люди бачать мене голою і зайнятою сексом і думають, що я легкодоступна, однак я доступна не більше, ніж Анджеліна Джолі».

### Політична коментаторка
У квітні 2008 року Семсон стала політичною кореспонденткою нічного ток-шоу Red Eye w/Greg Gutfeld на телеканалі Fox News Channel. До цього вона вже кілька разів з'являлася в цьому шоу і ведучий Грег Гатфільд так охарактеризував її: «Саванна була на нашому шоу кілька разів, які завжди були популярні як у нашій аудиторії, так і в експертів. Ми всі раді, що вона приєднається до нас, щоб показати своє почуття гумору і дати проникливі коментарі про поточні політичні події». 2007 року Семсон також підтримала кандидатуру Рудольфа Джуліані на пост мера Нью-Йорка. В інтерв'ю PAPERMAG.com вона висловилася на підтримку його ініціатив, запроваджених після терористичних актів 11 вересня, а також правила 60/40 з очищення центру міста від еротичних закладів.

### Ведуча та акторка
У вересні 2008 Семсон виконала епізодичну роль на The Daily Show, де зіграла ведучу Evening News каналу CBS Кеті Курик у рекламі вигаданого пригодницького шоу. Коли Семсон з'явилася на шоу, вона запитала кореспондента Daily Show Джейсона Джонса: «Ей, Джонс, ти справді думаєш, що в тебе вистачить сміливості для цієї історії?». У червні 2009 року вона стала вести розділ секс-порад на розважальному еротичному сайті XCritic.com. Раніше вона дописувала в подібному розділі для журналу men's Fitness та сайту AdultFriendFinder.com. 
22 жовтня 2009 року дебютувала у непорнографічному фільмі. Вона знялася в епізоді серіалу «30 потрясінь» Into the Crevasse. У цій серії вона зіграла порноверсію персонажки Тіни Фей — Ліз Лемон. Наприкінці 2010 року Семсон знялася в рекламному ролику сайту AshleyMadison.com, який керівництво компанії планувало показати під час Супер Боул XLV. Однак департамент з технічним регламентом телеканалу FOX відмовив у показі ролика через те, що в ньому знімалася порноакторка.

### Виноробство
2005 року, під час відпочинку в Тоскані (Італія), Семсон вирішила зайнятися виноробством. У шлюбі з виноторговцем вона часто їздила до Італії та Франції й мріяла мати власне виноградарське господарство. Ще дитиною вона допомагала своїй родині робити вино в підвалі власного будинку.
Заснувавши компанію Savanna Samson Wines, Семсон попросила італійського винороба і консультанта Роберто Сипрессо допомогти знайти суміш сортів винограду, що росте поряд з Тосканою, щоб виробляти вино з ідеальним для неї ароматом. Незабаром вони вибрали суміш (70 % Чезанезе , 20 % Санджовезе і 10 % Монтепульчано), з якої зробили червоне вино — Sogno Uno (укр. Мрія Один). На звороті пляшки на етикетці надрукована фотографія Семсон. Винний критик Роберт Паркер оцінив вино у 90-91 бал зі 100, описавши його як «надзвичайно гарне». Урочисте представлення продукту відбулося 27 лютого 2006 року в одному з ресторанів на Мангеттені. Починаючи з 2007 року компанія стала виробляти ще два види вина: червоне і біле.

### СНІД-активізм
Саванна Семсон активна учасниця програм з боротьби зі СНІДом. 2004 року вона стала спонсокою AIDS Walk Team, взяла участь у меморіальному турнірі з гольфу Skylar Neil Memorial Golf Tournament, а в 2008 році взяла участь у заході в медичному центрі з боротьби зі СНІДом у Нью-Йорку. Вона вважає просування безпечного сексу важливою метою свого життя.

## Особисте життя
Працюючи в стрип-барі Scores, зустріла продавця вина Деніеля, який прийшов зі своєю дівчиною і після виступу Семсон вони запропонували їй зустрітися з ними ввечері. Після вечері Семсон залишила заклад з дівчиною, яка виявилася лесбійкою. Вони деякий час зустрічалися, але Семсон стала більше часу проводити з Деніелем, і незабаром одружилася з ним. 2002 року народла сина Лукіно, після чого розлучилася. 2005 року вони знову деякий час зустрічалися. У 2010 році її бачили в нічному клубі з хлопцем акторки Снукі Джеффом Мірандою.
2012 році Семсон знялась у передачі каналу ABC 20/20 True Confessions: Porn Star-Turned-Mom, в якій розповіла про свої стосунки з сином, про те, чи знає він, що вона порноакторка, і як вона розповість йому про це. У передачі показали їхнє повсякденне життя.

## Премії
| Рік  | Премія           | Номінація                                 | Фільм                        | Результат |
| ---- | ---------------- | ----------------------------------------- | ---------------------------- | --------- |
| 2004 | AVN Award        | Найкраща акторка                          | Looking In                   | Перемога  |
| 2004 | AVN Award        | Найкраща групова сцена — фільм            | Looking In                   | Перемога  |
| 2005 | AVN Award        | Найкраща сцена лесбійського порно — Фільм | The Masseuse                 | Перемога  |
| 2005 | AVN Award        | Найкраща сцена групового сексу — Фільм    | Dual Identity                | Перемога  |
| 2005 | Eroticline Award | Найкраща еротична актриса в світі         |                              | Перемога  |
| 2006 | XRCO Award       | Найкращий сольний виконання — Актриса     | The New Devil in Miss Jones  | Перемога  |
| 2006 | AVN Award        | Найкраща актриса — Фільм                  | The New Devil in Miss Jones  | Перемога  |
| 2006 | AVN Award        | Найкраща сцена лесбійського порно — Фільм | The New Devil in Miss Jones  | Перемога  |
| 2007 | GayVN Award      | Найкраще виконання не пов'язане з сексом  | Michael Lucas' La Dolce Vita | Перемога  |
| 2008 | AVN Award        | Найкраща сцена групового сексу — Фільм    | Debbie Does Dallas… Again    | Перемога  |
| 2011 | AVN Award        | Введена до Зали Слави AVN Awards          |                              |           |